# Fujian Snowman
Fujian Snowman är ett kinesiskt företag vars huvudkontor ligger i Shanghai med tillverkning i staden Fuzhou i Fujia-provinsen, Kina. Bolaget, som har 2 200 anställda, bildades år 2000 och har sedan i mars 2000 letts av styrelseordförande och verkställande direktör Rujie Lin. Bolaget är listat på den kinesiska Shenzen-börsen. Verksamheten består av utveckling, tillverkning och försäljning av utrustning för olika former av kylning och värme- samt energiåtervinning. Produktionen omfattar bland annat kompressorer och värmeväxlare, kompletta utrustningar för olika former av istillverkning till exempel för idrottsanläggningar, och luftkonditioneringssystem.

## Marknad
Marknader man fokuserar på är såväl sportanläggningar som kylkedjelogistik för mathantering inom food safety-området, samt ORC-maskiner (organic rankine cycle) för återvinning av sekundärenergi (waste heat recovery), det vill säga att skapa koldioxidfri elektricitet ur överskottsvärme. Dessa är prioriterade områden för Kina som storsatsar på klimatsatsningar och lösningar för att komma till rätta med avgasföroreningar.
2015 sålde Trention AB (tidigare Opcon AB) sin verksamhet inom kompressorteknologi till Fujian Snowman. Köpet omfattade dotterbolagen Svenska Rotormaskiner (SRM) och Opcon Energy System AB. SRM grundades 1908 under namnet AB Ljungströms Ångturbin av bröderna Birger och Fredrik Ljungström och står som uppfinnare av en lång rad produkter, bland andra skruvkompressorn (twin screw) och skruvexpandern (twin screw expander), vilken är den centrala komponenten i Opcon Powerbox, den ORC-maskin som omvandlar spillvärme till elektricitet.
Svenska Rotormaskiner AB och Opcon Energy System AB är Fujian Snowmans center of excellence och all teknikutveckling finns idag i Nacka utanför Stockholm, Sverige, under ledning av verkställande direktör Rolf Hasselström medan tillverkningen sker i Fujian Snowmans fabriker i Fuzhou, Fujian i Kina.